# Rue Auguste-Luchet
La rue Auguste-Luchet, ou simplement Luchet, est une voie de Toulouse, chef-lieu de la région Occitanie, dans le Midi de la France.

## Situation et accès

### Description
La rue Auguste-Luchet est une voie publique. Elle se trouve au cœur du quartier de Croix-Daurade.
Elle naît perpendiculairement à la route d'Albi. Elle est rectiligne, longue de 534 mètres et d'une largeur régulière de 10 mètres. Dans la première partie, longue de 230 mètres et orientée au sud-est, elle donne naissance à l'impasse Luchet, puis à l'impasse Louis-Bertillon. Elle tourne à angle droit en direction du nord-est, et donne naissance à main gauche à la rue des Azalées, puis à la rue des Cactus, et reçoit à main droite la rue Edmond-Gaujac. Elle se termine après 304 mètres au carrefour des rues Théodore-de-Banville et Georges-Ohnet.
La chaussée compte une voie de circulation dans chaque sens. Elle appartient à une zone 30 et la vitesse y est limitée à 30 km/h. Il n'existe pas d'aménagement cyclable.

### Voies rencontrées
La rue Auguste-Luchet rencontre les voies suivantes, dans l'ordre des numéros croissants (« g » indique que la rue se situe à gauche, « d » à droite) :
1. Route d'Albi
2. Impasse Auguste-Luchet (d)
3. Impasse Louis-Bertillon (d)
4. Rue des Azalées (g)
5. Rue Edmond-Gaujac (d)
6. Rue des Cactus (g)
7. Rue Théodore-de-Banville (g)
8. Rue Georges-Ohnet (d)

### Transports
La rue Auguste-Luchet n'est pas directement desservie par les transports en commun Tisséo. Elle débouche cependant à l'ouest sur la route d'Albi, parcourue sur toute sa longueur par la ligne du Linéo L9. Plus loin, le long de l'avenue d'Atlanta se trouvent également les arrêts des lignes de bus 334376.
Les stations de vélos en libre-service VélôToulouse les plus proches sont les stations no 171 (191 route d'Albi) et no 249 (147 route d'Albi).

## Odonymie

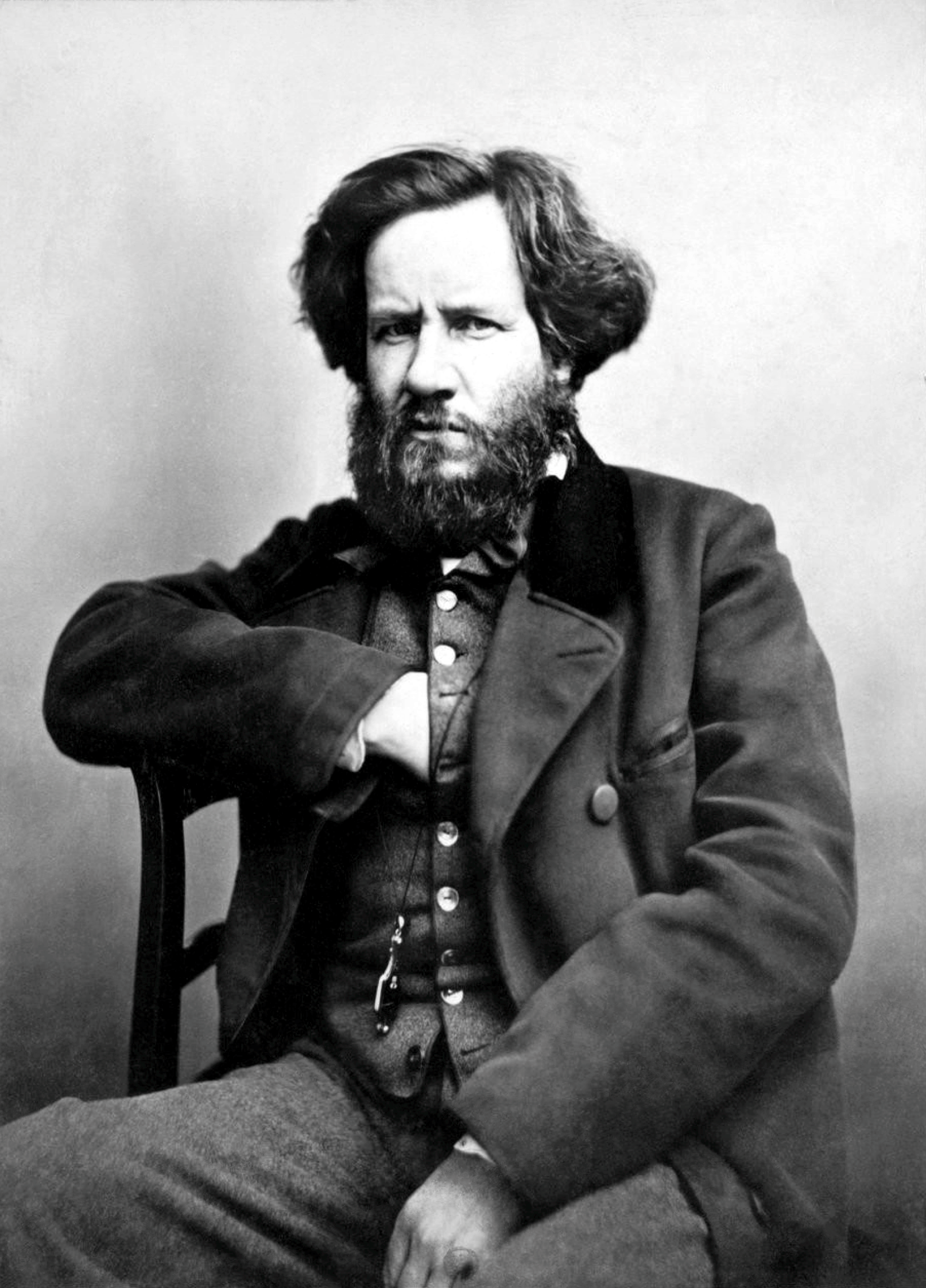
Portrait d'Auguste Luchet par Nadar (photographie, avant 1872, BnF).

La rue porte depuis 1936 le nom d'Auguste Luchet (1805-1872), dramaturge, journaliste, romancier et écrivain français. Elle était désignée, au milieu du XIXe siècle, comme le chemin Sarnailloux, puis à partir des années 1890, chemin Bousquet : ces noms lui venaient probablement des familles qui y possédaient une ferme et un domaine agricole (ancien no 44 rue Auguste-Luchet, emplacement de l'actuel no 4 rue Edmond-Gaujac).

## Patrimoine et lieux d'intérêt

### Cité-jardin de Croix-Daurade
La construction de la cité-jardin de Croix-Daurade s'inscrit dans la politique de logement portée par la municipalité toulousaine, dirigée par Étienne Billières à partir de 1925. La cité-jardin est construite entre 1928 et 1930 sur les plans de l'architecte de la ville, Jean Montariol, qui fait appel aux Charpentiers toulousains. Elle s'organise, à partir de la rue Auguste-Luchet, le long de l'impasse Louis-Bertillon, sur un terrain de 5 670 m². Elle se compose de dix maisons jumelles pour un total de vingt logements. Les parcelles sont séparées de la rue par des clôtures et un portillon. Les maisons se développent sur un étage. Elles se distinguent par un petit porche en-œuvre en rez-de-chaussée. Le logis est constitué de deux pièces et d'une cuisine.
- no  18 : maison.
- no  20 : maison.

### Lotissement des Charmilles
Le lotissement des Charmilles est créé entre 1933 et 1941 sur une partie du domaine du même nom, appartenant aux époux Bézy (actuel no 178 route d'Albi). Il s'étend entre la route d'Albi et la rue Auguste-Luchet, le long d'une nouvelle voie : la rue Théodore-de-Banville. La plupart des maisons sont construites durant cette période et présentent des façades de style Art déco. Plusieurs d'entre elles sont réalisées par le même entrepreneur, Pierre Luvisutto.
- no  55 : maison (années 1930)[6].
- no  57 : maison (1937-1938)[7].

### Autres maisons
- no  16 : maison (années 1950).
- no  35 bis : maison (années 1930)[8].
- no  39 : maison (années 1930)[9].
- no  50 : maison toulousaine (deuxième moitié du XIXe siècle)[10].

### Gymnase Georges-Ohnet
Le gymnase Georges-Ohnet est construit entre 1970 et 1972, dans le même temps que le collège de Croix-Daurade, dont les travaux commencés en 1966 ont été achevés en 1968 (actuel collège Hubertine-Auclert, no 12 rue Georges-Ohnet). Il occupe une vaste parcelle entre la rue Georges-Ohnet (actuel no 8) et la rue Auguste-Luchet (actuel no 54 bis). Le bâtiment du gymnase, d'une superficie de 900 m², propose des terrains de basket-ball, de handball et de volley-ball. En extérieur sont aménagés deux terrains de football.